# 春日町 (徳島市)
春日町（かすがちょう）は、徳島県徳島市の町名。加茂地区に属している。春日町宝野・春日町若宮前が置かれている。2009年12月現在の徳島市の調査による人口は25人、世帯数は8世帯。
郵便番号は〒770-0001。

## 地理
徳島市の北部に位置し、鮎喰川と吉野川の合流付近に位置。南西端をJR高徳線がかすめる。また吉野川に吉野川橋梁が架かる。

### 河川
- 吉野川
- 鮎喰川
- 飯尾川

### 小字
- 宝野
- 若宮前

## 歴史
元は加茂町今切であったが、昭和12年に現在の町名となった。鮎喰川以南の地域が春日一丁目から三丁目・北矢三町一丁目から四丁目・北田宮一丁目から四丁目となる。